# プレイルーム
『プレイルーム』（The Playroom）は、 ソニー・インタラクティブエンタテインメント（SIE）より2013年11月15日に発売された、PlayStation 4専用アクションゲーム。

## ゲーム内容
PlayStation 4およびPlayStation 5周辺機器のPlayStation Cameraを使用して操作する事が出来る。
PlayStation Cameraが必須だが、PlayStation MoveおよびPlayStation VRには対応してない唯一のPlayStation 4ゲームソフトである。
「アソビ」という名前のロボットが登場し、「アソビ」を呼び出して一緒に触れ合う事が出来る他、ホッケーで対戦をすることもできる。